# Полицейский из Беверли-Хиллз
«Полицейский из Беверли-Хиллз» (англ. Beverly Hills Cop) — американский кинофильм 1984 года режиссёра Мартина Бреста. Главные роли исполнили Эдди Мерфи, Джадж Рейнхолд, Лиза Айлбахер. Номинации на премии: Оскар (лучший сценарий), Золотой глобус (лучший актёр), Bafta (саундтрек).
Картина собрала 316 млн долларов в мировом прокате и стала самым кассовым фильмом, выпущенным в 1984 году. В 2024 году «Полицейский из Беверли-Хиллз» был признан национальным достоянием и внесён в Национальный реестр американских фильмов в Библиотеке Конгресса.

## Сюжет
Операция молодого и безрассудного детектива полиции Детройта Акселя Фоули (Эдди Мерфи) пошла не по плану, когда в оперативный эксперимент вмешались из-за неосведомлённости двое полицейских, что привело к погоне за большегрузом по городу, нанесшей большой ущерб. Босс Фоули, инспектор Дуглас Тодд, отчитывает Акселя за его поведение и угрожает уволить, если он не изменит своё отношение к службе. 
Аксель возвращается в свою квартиру и обнаруживает, что в неё проник друг детства Майки Тандино. Майки сидел в тюрьме, но затем работал охранником в Беверли-Хиллз благодаря их общей подруге Дженни Саммерс. Майки показывает Акселю несколько немецких облигаций на предъявителя, Аксель задаётся вопросом, откуда они у него, но предпочитает не расспрашивать об этом. Позависав в баре, они возвращаются в квартиру Акселя, где двое мужчин вырубают Акселя, а затем расспрашивают Майки об облигациях и убивают его.
Аксель просит поручить ему расследовать убийство Майки, но инспектор Тодд отказывает из-за его тесных связей с Майки. Аксель под предлогом отпуска отправляется в Беверли-Хиллз, чтобы раскрыть преступление в одиночку. Он находит Дженни, работающую в художественной галерее, и узнаёт о связях Майки с Виктором Мейтландом, владельцем галереи. Выдавая себя за доставщика цветов, Аксель идёт в офис Мейтланда и пытается расспросить его о Майки, но Акселя выбрасывают через окно охранники Мейтланда и сдают полиции. В полицейском участке лейтенант Эндрю Богомил поручает сержанту Джону Таггэрту и детективу Билли Роузвуду следить за Акселем. Во время первой встречи Аксель поиздевался над Таггэртом и Роузвудом (заказал им еду из отеля, чтобы отвлечь, и забил выхлопную трубу служебной машины бананами, в результате чего она заглохла). Как итог, Роузвуд и Таггэрт сначала не ладят с Фоули, но трое начинают проявлять взаимное уважение после того, как помешали ограблению в стриптиз-баре.
По следу убийц Майки Аксель пробирается в один из складов Мейтланда, где находит кофейную гущу, которая, как он подозревает, использовалась для упаковки наркотиков. Он также обнаруживает, что многие ящики Мейтланда не проходили таможню. После повторного ареста, на этот раз после драки в загородном клубе Мейтланда, Аксель признается Богомилу, что Мейтланд, возможно, является контрабандистом. Начальник полиции Хаббард, которому доложили о необдуманных следственных действиях Акселя, приказывает, чтобы того выдворили из города. Однако Аксель убеждает Роузвуда вместо этого проникнуть на склад Мейтланда, куда в этот день должна прибыть партия товара. Они заезжают к Дженни, и вместо того, чтобы просто дать им ключи от склада, она едет с ними.
Аксель и Дженни врываются на склад и обнаруживают в ящике несколько пакетиков с кокаином. Прежде чем Аксель смог передать новые улики Роузвуду, прибывают Мейтланд и его помощники. Мейтланд забирает Дженни и приказывает убить Акселя, но после некоторых раздумий Роузвуд заходит на склад и спасает Фоули. Таггэрт выслеживает Акселя и Роузвуда до поместья Мейтланда. Вместе трио устранило несколько людей Мейтланда, включая Зака, правую руку Мейтланда и убийцу Майки. С помощью Богомила Аксель убивает Мейтланда и спасает Дженни. Богомил выдумывает историю для Хаббарда, которая прикрывает всех участников, не дискредитируя полицию Беверли Хиллз. Понимая, что за подвиги «в отпуске» его, скорее всего, уволят из полиции Детройта, Аксель просит Богомила уладить дела с инспектором Тоддом, а сам подумывает открыть детективное агентство в Беверли-Хиллз. Позже Таггэрт и Роузвуд встречают Акселя, когда он выселяется из отеля, и оплачивают его счет. Аксель приглашает двоих выпить на прощание, они соглашаются.

## Саундтрек
Известность получил синтезаторный трек «Банановая тема» (или «Axel F»). Изначально он предназначался только для эпизода с поеданием банана, но потом стал звучать на протяжении всего фильма.

## В ролях
- Эдди Мерфи — детектив Аксель Фоули
- Джадж Рейнхолд — детектив Уильям «Билли» Роузвуд
- Джон Эштон — детектив Джон Таггэрт
- Пол Райзер — детектив Джеффри Фридман
- Лиза Айлбахер — Дженни Саммерс
- Ронни Кокс — лейтенант Эндрю Богомил
- Стивен Беркофф — Виктор Мэйтланд
- Джеймс Руссо — Майки Тандино
- Джонатан Бэнкс — Зак
- Стивен Эллиотт — шеф Хаббард
- Джил Хилл — инспектор Дуглас Тодд
- Арт Кимбро — детектив Фостер
- Джоэл Бэйли — детектив Маккейб
- Бронсон Пинчот — Серж

## Критика
После выхода фильм «Полицейский из Беверли-Хиллз» получил признание критиков. Джанет Маслин из The New York Times написала: «„Полицейский из Беверли-Хиллз“ считает, что Эдди Мерфи делает то, что у него получается лучше всего: играет самого проницательного, самого стильного и красноречивого неудачника в мире богатых людей. Эдди Мерфи точно знает, что делает, и всегда выигрывает». Ричард Шикель из журнала Time написал, что «Эдди Мерфи излучал дерзкое и дерзкое обаяние, которого не хватало на экране с тех пор, как Кэгни был щенком, рычащим на пути из гетто». Аксель Фоули стал визитной карточкой Мерфи и занял 78-е место в списке журнала Empire «100 величайших киногероев всех времен». Кроме того, журнал Entertainment Weekly назвал «Полицейского из Беверли-Хиллз» третьим лучшим комедийным фильмом за последние 25 лет. По словам Кристофера Хитченса, британский писатель и поэт Кингсли Эмис считал фильм «безупречным шедевром». 
Джон Саймон из National Review назвал «Полицейского из Беверли-Хиллз» «поистине презренным фильмом».
Веб-сайт с агрегацией обзоров Rotten Tomatoes ретроспективно собрал отзывы 53 критиков и дал фильму рейтинг 83 % со средней оценкой 7,3/10. Консенсус сайта гласит: «Фильм о приятелях-полицейских продолжает свое развитие с этим автомобилем Эдди Мерфи, быстрым, яростным и забавным». В 2003 году этот фильм был включен The New York Times в список 1000 лучших когда-либо снятых фильмов.

## Награды
1985 — Оскар
Номинация — Лучший сценарист (оригинальный сценарий)